# Epiphora ugandensis
Epiphora ugandensis är en fjärilsart som beskrevs av Testout. 1948. Epiphora ugandensis ingår i släktet Epiphora och familjen påfågelsspinnare. Inga underarter finns listade i Catalogue of Life.